# Hrvatski katolički centar Sv. Nikola Tavelić
Hrvatski katolički centar Sv. Nikola Tavelić nalazi se u sydneyjskom predgrađu St Johns Park i sastoji se od crkve, pastoralnog centra i kapelice Gospe Trsatske.

## Povijest
- vjernici nalaze prikladan brežuljak u St Johns Parku
- hrvatski franjevci iz Summer Hilla 10. veljače 1980. kupuju zemljište
- dana 19. studenog 1984. uzidana je povelja o izgradnji crkve sv. Nikole Tavelića
- godine 1985. zajednica dobiva svećenika fra Gracijana Biršića
- dana 17. studenog 1985. posvećena je crkva
- dana 8. prosinca iste godine građevinski odbor je proglašen crkvenim odborom, pred provincijalom fra Rajkom Gelemanovićem
- dana 15. studenog 1987. blagoslovljen je novi Hrvatski katolički centar
- godine 1991. je podignuta i blagoslovljena kapelica Gospe Trsatske, u spomen na 700. obljetnicu svetišta Majke Božje na Trsatu
- fra Gracijan Biršić je bio voditelj zajednice i centra do 1996. godine, kada ga nasljeđuje (kapelan od 1987. do 1993.) fra Marijan Glamočak
- fra Mato Mučkalović je bio pomoćnik kapelana u razdoblju 1993. – 1996.
- prvi izbor Hrvatskog pastoralnog vijeća Sv. Nikole Tavelića St Johns Park održan je 1997. godine, drugi izbor 2000. godine, treći izbor 2003. godine, a četvrti izbor 2006. godine

## Grupe
- Radosna zrela dob
- FRAMA
- Zbor Sv. Cecilije
- Financijsko vijeće

## Vanjske poveznice
- Hrvatski katolički centar Sv. Nikola Tavelić na internetu  Arhivirana inačica izvorne stranice od 22. kolovoza 2010. (Wayback Machine)